# 不動院前站
不動院前站（日语：／ Fudoin-mae eki */?）是位於廣島縣廣島市東區牛田新町三丁目，廣島高速交通的廣島新交通1號線（Astram線）車站。

## 歷史
- 1994年（平成6年）8月20日 - 車站啟用[1]。
- 1999年（平成11年）3月20日 - 在時間表修正後，此站成為急行列車通過站[1]。
- 2001年（平成13年） - 成為業務委託車站[2]。
- 2004年（平成16年）3月20日 - 在時間表修正後，取消急行列車班次，所有列車停靠此站[1]。
- 2009年（平成21年）8月8日 - 此站開始可以使用PASPY[1]。
- 2015年（平成27年） - 站內廣播與月台發車牌翻新至與新白島站同等級。

## 車站構造
車站是一座架空車站，設有1面2線的島式月台。月台下一層設有售票機和閘機。
車站顏色為■淺藍色。

### 月台
| 月台 | 路線             | 上下行 | 方向           |
| ---- | ---------------- | ------ | -------------- |
| 1    | ■廣島新交通1號線 | 下行   | 廣域公園前方向 |
| 2    | ■廣島新交通1號線 | 上行   | 本通方向       |

## 車站周邊
- 比治山大學、短期大學部
- 不動院（日语：不動院 (広島市)）
- 廣島市立廣島商業高等學校（日语：広島市立広島商業高等学校）
- 國道54號（日语：国道54号）
- 人類福利廣島專門學校（日语：ヒューマンウェルフェア広島専門学校）

## 巴士路線
車站下方國道54號（祇園新道）上設有「不動院」（日语：／）巴士站。該巴士站為前往高陽新城方向的一個重要巴士站，巴士站以北設有祇園新橋南路口，連接縣道廣島三次線。在祇園新道上設有許多高速巴士路線，因此該巴士站也有高速巴士班次停靠。

### 高速巴士
| 乘車處               | 名稱                                                                      | 巴士公路                                    | 方向                                           | 備註               |
| -------------------- | ------------------------------------------------------------------------- | ------------------------------------------- | ---------------------------------------------- | ------------------ |
| 西邊（高陽方向）     | 廣島夢名古屋號                                                            | 中國JR巴士、JR東海巴士                      | 名古屋站                                       | 夜行班次（經三次） |
| 西邊（高陽方向）     | Gran日間特急廣島號、Grand Dream廣島號 青春日間特急廣島號、青春Dream廣島號 | 中國JR巴士、西日本JR巴士                    | 大阪站、OCAT、USJ 京都站                       | 部分班次經西條     |
| 西邊（高陽方向）     | Sun Sun Liner                                                             | 廣交觀光、中國JR巴士 兩備控股               | 岡山站西出口                                   |                    |
| 西邊（高陽方向）     | 玫瑰Liner                                                                 | 廣島交通、中國巴士、鞆鐵道                  | 福山站                                         |                    |
| 西邊（高陽方向）     | 花Liner                                                                   | 廣島交通、中國巴士 本四巴士開發、因之島運輸 | 尾道站、因島（土生港）                         |                    |
| 西邊（高陽方向）     | 蘆葦Liner                                                                 | 廣島交通、中國巴士                          | 府中（目崎車廠、道之驛備後府中）               |                    |
| 西邊（高陽方向）     | Peace Liner                                                               | 廣島交通、中國巴士                          | 世羅（甲山營業所、道之驛世羅）、上下站、甲奴站 |                    |
| 西邊（高陽方向）     | Green Express                                                             | 中國JR巴士                                  | 西條、廣島大學                                 |                    |
| 西邊（高陽方向）     | 瑞穗Snow Express                                                          | 中國JR巴士                                  | 瑞穗高地                                       | 只於冬季行走       |
| 西邊（高陽方向）     | 德山線                                                                    | 防長交通                                    | 德山站                                         |                    |
| 東邊（廣島市區方向） | 廣福Liner                                                                 | 中國巴士、JR九州巴士                        | 小倉南交流道、博多巴士總站                     | 只限夜行班次       |

### 一般巴士路線
停靠的巴士公司
- 廣島電鐵（廣電巴士）（日语：広電バス）
- 廣島巴士（日语：広島バス）
- 廣島交通（日语：広島交通）
- 中國JR巴士

| 乘車處               | 路線編號  | 巴士公司                       | 方向                                                       | 備註                     |
| -------------------- | --------- | ------------------------------ | ---------------------------------------------------------- | ------------------------ |
| 西邊（高陽方向）     | 12        | 廣電巴士                       | 千足、戶坂中學、東淨小學前                                 |                          |
| 西邊（高陽方向）     | 12-3      | 廣電巴士                       | 櫻丘、戶坂中學、東淨小學前                                 | 只於平日黃昏繁忙時間行走 |
| 西邊（高陽方向）     | 32-1      | 廣島交通                       | 高陽台                                                     |                          |
| 西邊（高陽方向）     | 30-2      | 廣島巴士                       | 高陽B團地                                                  |                          |
| 西邊（高陽方向）     | 30-3,32-3 | 廣島交通                       | 高陽C團地                                                  |                          |
| 西邊（高陽方向）     | 30-4      | 廣島交通、中國JR巴士           | 高陽A團地                                                  |                          |
| 西邊（高陽方向）     | 33-4      | 廣島交通、中國JR巴士           | （急行班次）高陽A團地                                      | 只於平日黃昏繁忙時間行走 |
| 西邊（高陽方向）     | 30-5,32-5 | 廣島交通、中國JR巴士           | 高陽車廠                                                   |                          |
| 西邊（高陽方向）     | 30-15     | 中國JR巴士                     | （經高陽台）高陽車廠                                       |                          |
| 西邊（高陽方向）     | 30-6,32-6 | 廣島交通                       | （經中深川）深川台                                         |                          |
| 西邊（高陽方向）     | 30-7,32-7 | 廣島交通                       | （經中深川、可部站）桐陽台                                 |                          |
| 西邊（高陽方向）     | 30-8,32-8 | 廣島交通                       | （經中深川、可部站）大林車廠                               |                          |
| 西邊（高陽方向）     | 30-9,32-9 | 中國JR巴士                     | （經中深川）上深川                                         |                          |
| 東邊（廣島市區方向） | 12-4      | 廣電巴士                       | （經牛田本町、八丁堀、御幸橋）旭町                         | 星期日暫停服務           |
| 東邊（廣島市區方向） | 12-1      | 廣電巴士                       | （牛田本町・八丁堀・御幸橋経由）仁保沖町                   |                          |
| 東邊（廣島市區方向） | 12-3      | 廣電巴士                       | （不停站班次）（經新白島站、本通）市政廳                   | 只於平日早上繁忙時間行走 |
| 東邊（廣島市區方向） | 12-3      | 廣電巴士                       | （不停站班次）（經新白島站、本通、市政廳、御幸橋）仁保沖町 | 只於平日早上繁忙時間行走 |
| 東邊（廣島市區方向） | 12-2      | 廣電巴士                       | （急行班次）（經新白島站、八丁堀、御幸橋）仁保沖町         | 只於平日早上繁忙時間行走 |
| 東邊（廣島市區方向） | 30K       | 廣島交通、中國JR巴士、廣島巴士 | （經新白島站、基町）廣島巴士中心                           |                          |
| 東邊（廣島市區方向） | 30G       | 廣島交通、中國JR巴士           | （經新白島站、基町、廣島巴士中心、合同廳舍）廣島站         |                          |
| 東邊（廣島市區方向） | 33G       | 廣島交通、中國JR巴士           | （急行班次）（經新白島站、廣島巴士中心、合同廳舍）廣島站   | 只於平日早上繁忙時間行走 |
| 東邊（廣島市區方向） | 32H       | 廣島交通、中國JR巴士           | （經饒津、廣島站、八丁堀）廣島巴士中心                     |                          |

## 利用狀況
以下數據取自《廣島市統計書》。Astram線公開了「1年總乘車人次」和「1年總下車人次」。1日平均乘車人次數據中，是以當年度的總乘車人次除以365（閏年為366），再取自小數點後1位。Astram線所提供的數據以1,000人為單位，因此，平均數中會有誤差。
| 年度               | 1日平均 乘車人次 | 1年總 乘車人次 | 1年總 下車人次 |
| ------------------ | ---------------- | -------------- | -------------- |
| 1995年（平成07年） | 1,885.2          | 690,000        | 526,000        |
| 1996年（平成08年） | 2,035.6          | 743,000        | 582,000        |
| 1997年（平成09年） | 2,134.2          | 779,000        | 615,000        |
| 1998年（平成10年） | 2,161.6          | 789,000        | 623,000        |
| 1999年（平成11年） | 2,106.6          | 771,000        | 614,000        |
| 2000年（平成12年） | 2,065.8          | 754,000        | 612,000        |
| 2001年（平成13年） | 1,975.3          | 721,000        | 590,000        |
| 2002年（平成14年） | 1,904.1          | 695,000        | 568,000        |
| 2003年（平成15年） | 1,827.9          | 669,000        | 562,000        |
| 2004年（平成16年） | 1,758.9          | 642,000        | 547,000        |
| 2005年（平成17年） | 1,731.5          | 632,000        | 545,000        |
| 2006年（平成18年） | 1,709.6          | 624,000        | 544,000        |
| 2007年（平成19年） | 1,691.3          | 619,000        | 548,000        |
| 2008年（平成20年） | 1,671.2          | 610,000        | 551,000        |
| 2009年（平成21年） | 1,674.0          | 611,000        | 560,000        |
| 2010年（平成22年） | 1,701.4          | 621,000        | 573,000        |
| 2011年（平成23年） | 1,715.8          | 628,000        | 576,000        |
| 2012年（平成24年） | 1,769.9          | 646,000        | 584,000        |
| 2013年（平成25年） | 1,838.4          | 671,000        | 611,000        |
| 2014年（平成26年） | 1,827.4          | 667,000        | 615,000        |
| 2015年（平成27年） | 2,180.3          | 798,000        | 754,000        |
| 2016年（平成28年） | 2,350.7          | 858,000        | 814,000        |
| 2017年（平成29年） | 2,380.8          | 869,000        | 831,000        |
| 2018年（平成30年） | 2,356.2          | 860,000        | 820,000        |
| 2019年（令和元年） | 2,289.6          | 838,000        | 800,000        |

## 相鄰車站
廣島高速交通
廣島新交通1號線（Astram線）
牛田－不動院前－祇園新橋北

## 注腳
1. 1 2 3 4 5  曾根悟（監修）. 朝日新聞出版分冊百科編集部（編集） , 编. . 週刊朝日百科. 30号 モノレール・新交通システム・鋼索鉄道. 朝日新聞出版. 2011-10-16: 25 （日语）.
2. ↑   (PDF). 廣島高速交通.   [2017-08-08]. （原始内容 (PDF)存档于2021-06-02） （日语）.
3. ↑  . 広島県バス協会.   [2018-06-10]. （原始内容存档于2021-06-03） （日语）.
4. ↑   (PDF). 広島交通.   [2018-06-10]. （原始内容 (PDF)存档于2019-02-03） （日语）.

## 外部連結
- Astram線　官方網站 （页面存档备份，存于）（日語）